# Districtul Peć
| Necesită actualizare | Acest articol are o infocasetă care trebuie actualizată. (Ștergeți acest format dacă ați actualizat deja infocaseta.) |

Districtul Peć (albaneză Komuna e Pejës; sârbă Пећки округ sau Pećki okrug) este unul din cele șapte districte din Kosovo. Districtul își are sediul la Peć.

## Municipii
Districtul cuprinde următoarele orașe:
- Peć
- Istok
- Klina

## Grupurile etnice
Toate municipiile din district au o majoritate albaneză. Conform recensământului din 1991, populația municipiului Peć avea 75.46% albanezi, 11.56% sârbi și muntenegrii, iar 7.73% musulmani după naționalitate. Populația din municipiul Istok avea 76.68% albanezi, 12.70% sârbi și muntenegrii, iar 7.11% musulmani după naționalitate. Structura populației din municipiul Klina, 85.93% albanezi, și 9.16% sârbi și muntenegrii.

## Coduri poștale
| Postal Code of Kosovo - 30000 Pejë                                                |           |             |       |
| District                                                                          | Municipiu | Localitate  | Cod   |
| Peć                                                                               | Peć       | Peć         | 30000 |
| Peć                                                                               | Peć       | Peć 1       | 30010 |
| Peć                                                                               | Peć       | Peć 3       | 30030 |
| Peć                                                                               | Peć       | Peć 4       | 30040 |
| Peć                                                                               | Peć       | Peć 5       | 30050 |
| Peć                                                                               | Peć       | Peć 8       | 30080 |
| Peć                                                                               | Peć       | Vitomirica  | 30090 |
| Peć                                                                               | Istok     | Istok       | 31000 |
| Peć                                                                               | Istok     | Pećka Banja | 31010 |
| Peć                                                                               | Istok     | Djurakovac  | 31020 |
| Peć                                                                               | Peć       | Goraždevac  | 31030 |
| Peć                                                                               | Klina     | Klina       | 32000 |
| Peć                                                                               | Klina     | Budisavci   | 32050 |
| Sursa:Codurile poștele au fost aprobate de Univeresal Postal Union (UPU) Ref: PTK |           |             |       |